# Helena von Freyberg
Helena von Freyberg (* 1491 in Münichau, Tirol; † 1545 in Augsburg) war eine führende Vertreterin der österreichisch-süddeutschen Täuferbewegung. Sie stammte aus der Adelsfamilie der Freyberger. Es finden sich auch die Namensformen Helene von Freyberg und Helene von Freiberg.

## Leben

Wappen der Adelsfamilie Freyberg

Helena von Freyberg wurde um 1491 in Münichau in Tirol geboren. Ihre schulische Ausbildung erhielt sie von einem Hauslehrer. Im März 1528 schloss sich von Freyberg der radikal-reformatorischen Täuferbewegung an und ließ sich wie auch ihre Bediensteten auf dem Familiensitz in Münichau taufen. Wahrscheinlich hatte sie bereits vor ihrer Hinwendung zur Täuferbewegung mit den Ideen der Reformation sympathisiert. In Folge unterstützte sie regionale täuferische Prediger und machte das Schloss Münichau zu einem Zentrum der frühen österreichischen Täuferbewegung. Sie stand auch in Kontakt mit Pilgram Marpeck, der wahrscheinlich selbst mehrmals an täuferischen Zusammenkünften in Münichau teilgenommen hatte. Sie besuchte inhaftierte Täufer und leistete auch finanzielle Unterstützung. 
Nachdem im Dezember 1529 ihre Verhaftung drohte, flüchtete sie nach Konstanz, wo sie sich in den folgenden Jahren weiter für die Täuferbewegung engagierte. Im Jahr 1532 wurde schließlich ihre Rückkehr nach Tirol gestattet, sofern sie ihre täuferischen Ansichten widerrufen sollte. Sie kehrte für kurze Zeit nach Tirol zurück, widerrief gegenüber dem Statthalter in Innsbruck und emigrierte anschließend nach Augsburg. Hier wurde sie angesichts der Radikalisierungen im Täuferreich von Münster inhaftiert und schließlich ausgewiesen. Vermutlich lebte sich einige Jahre wieder in Tirol, bis sie 1539 nach Augsburg zurückkehren konnte und ihr Engagement für die Täuferbewegung fortsetzte. Sie vermittelte unter anderem im Disput zwischen Pilgram Marpeck und Kaspar von Schwenckfeld. In ihren letzten Lebensjahren verfasste sie ein Schuldbekenntnis, in dem sie sich an die Gemeinde in Augsburg und an Pilgram Marpeck wandte und in dem sie unter anderem die Gelassenheit in der Nachfolge Christi thematisierte. Sie bekannte hierin auch, dass sie mit ihrem Widerruf in Tirol den Behörden nachgegeben und Schuld auf sich geladen hätte. Das Schuldbekenntnis ist später auch im Kunstbuch aufgenommen worden, einer Sammlung von Briefen und Schriften des Marpeck-Kreises. Helena von Freyberg starb im Jahr 1545 eines natürlichen Todes. 
Freifrau Helena von Freyberg wird als eine der bedeutenden Vertreter der oberdeutschen Täuferbewegung angesehen. Sie war verheiratet mit dem Freiherrn Onophrius von Freyberg, der schweizerischer und bayerischer Herkunft war und auf Schloss Hohenaschau bei Aschau im Chiemgau lebte. Zusammen hatten sie vier Söhne. Ihr Sohn Pankraz von Freyberg zu Hohenaschau trat später als Hofmarschall Herzog Albrechts in die bayerische Regierung ein.